# Heavy Metal (jeu de rôle)
 (novembre 2022).
Si vous disposez d'ouvrages ou d'articles de référence ou si vous connaissez des sites web de qualité traitant du thème abordé ici, merci de compléter l'article en donnant les références utiles à sa vérifiabilité et en les liant à la section « Notes et références ».
Pour les articles homonymes, voir Heavy metal (homonymie).
Heavy Metal est un jeu de rôle créé par Croc et Mathias Twardowski en 1991, édité par Siroz.

## Thème
Le jeu se déroule sur Terre en 2040. Le monde est séparé en deux : le bloc Nord, riche et prospère, et le bloc Sud, pauvre et pollué. Les citoyens du bloc Nord vivent dans une insouciante société du spectacle télévisuel, payent leurs achats en points cadeaux. Ils sont protégés des rebelles et des habitants du bloc Sud par les unités de répression cybernétiques (URC), une police robotisée.
Le joueur peut incarner un robot membre des unités de répression cybernétiques (URC), ou bien un « égaré » (humain rebelle).
Sachant que les auteurs sont des fans de heavy metal, le nom du jeu n'est sans doute pas un hasard.

## Histoire
Dans les années 1970, un jeune homme du nom de Hopson échappe à une famille puritaine et part vivre dans une communauté hippie. Après une brève vie de bonheur, il voit ses amis brutalisés par la police, lui-même renvoyé en pensionnat, la ferme brûlée... Il en développe un dégoût de l'humanité qui le pousse à vouloir l'exterminer, se disant que la nature se portera mieux sans elle.
Dès lors, Hopson créé un plan visant à la disparition de l'humanité. Le monde est donc séparé en un bloc Sud pauvre regroupant 90 % de la population et un bloc Nord riche. L'idée est de commencer à exterminer les gens du bloc Sud, puis de laisser le bloc Nord s'effondrer. Devenu roboticien, il crée la société Oxygène qui va créer en secret des androïdes qu'il place aux commandes des pays. Grâce à eux, il commence par diviser la planète entre pays riches égoïstes et pays pauvres en déliquescence. Puis il abrutit les riches de télévision, devenue seule force sociale réelle, et les pauvres de religion et de pollution. Enfin, en 2036, il dissout les forces de police humaines (une partie renforce les frontières du Bloc Nord, devenu une forteresse) et les remplace par les URC fournis par Oxygène.
À terme, il veut obtenir l'effondrement de toute civilisation humaine pour la remplacer par le Jardin : une utopie écologiste où les robots garderont les hommes à un niveau compatible avec la nature.
Chemin faisant, Hopson est mort. Mais ce n'est pas grave : il a projeté sa personnalité dans un ordinateur surpuissant et peut donc continuer à appliquer son programme.
Les joueurs doivent comprendre ce qui se trame et tenter de changer le monde. Autant dire que c'est impossible : dix millions d'URC, des centaines de factions rebelles et des milliards d'humains constituent une force d'inertie trop grande. Mais cette inutilité fait partie de l'humour noir et féroce du jeu.

## Règles
Le système de jeu est classique des années 1980, avec des traits sur 10 et des jets de pourcentage.
Les Egarés sont des humains normaux. Il en existe cependant une grande variété selon leur raison de s'opposer à la société : cela va des déviants sexuels aux téléhooligans qui veulent prendre le pouvoir pour imposer une seule émission de télévision à la place de toutes les autres, généralement une des plus stupides... Il en est heureusement de plus raisonnables comme les Humanistes et les Communistes, ce qui rapproche le jeu de Paranoïa de West End Games. Jouer un groupe d'égarés est un exercice de style et c'est souvent la nécessité de garder leurs ressources matérielles (représentées en détail dans les règles) et de survivre qui les gardera ensemble.
Ils progressent de façon classique, par expérience.
Les URC elles, sont les véritables héros du jeu. Il en existe d'artificielles et d'organiques (dotées d'un cerveau humain dont la mémoire a été effacée). On distingue dans chaque catégorie les modèles Screwdriver (tournevis, bêtes de combat de base), Glitter (paillettes, spécialisées dans les relations avec les humains) et Nightcrawler (en gros rôdeur nocturne, espions et infiltrateurs). Les robots qui remplacent en secret les personnalités-clés de la société sont appelés les Blanks.
Chacune possède une caractéristique SPAC, système probabiliste d'analyse du comportement, qui commence à 0 pour les artificielles et à 10 % pour les organiques. Cette caractéristique est à double tranchant : plus elle monte, plus le robot devient psychologue, mais arrivée à 100 %, le robot décide de devenir humain, pète les plombs et devient renégat ! Pour éviter cela, des révisions sont régulièrement imposées, mais plus le SPAC monte et plus le robot tient à sa nouvelle personnalité...
Elles progressent en gagnant des périphériques. Une URC débutante nommée « Schmilblick 1.0 » deviendra « Schmilblick 1.1 » à sa première périphérique. Pour chaque périphérique gagnée, l'URC a une nouvelle chance de changer de version, passant par exemple de 1.5 à 2.0, de 2.3 à 3.0, etc. La légende parle d'une URC version 34.6 !

## Gamme
- Heavy Metal, boite de base
- Ecran, illustré par Manchu
- Urban Guerilla, un livret de 78 pages contenant une campagne en dix étapes[1]. Urban Guerilla est également le titre d'un single du groupe de rock Hawkwind.
- Killing Teknology, un supplément de 78 pages, décrivant en détail armes, véhicules (de la moto au char d'assaut), et accessoires divers (gadgets électroniques, dont deux jeux vidéo)[2]. Killing Technology est également le titre d'un album de trash metal du groupe Voivod.

Un supplément appelé "Concrete Jungle" était prévu, mais n'a jamais été publié. Il s'agissait en principe d'une campagne.

## Liens
- La fiche de Heavy Metal sur le Grog